# Masashi Yanagisawa

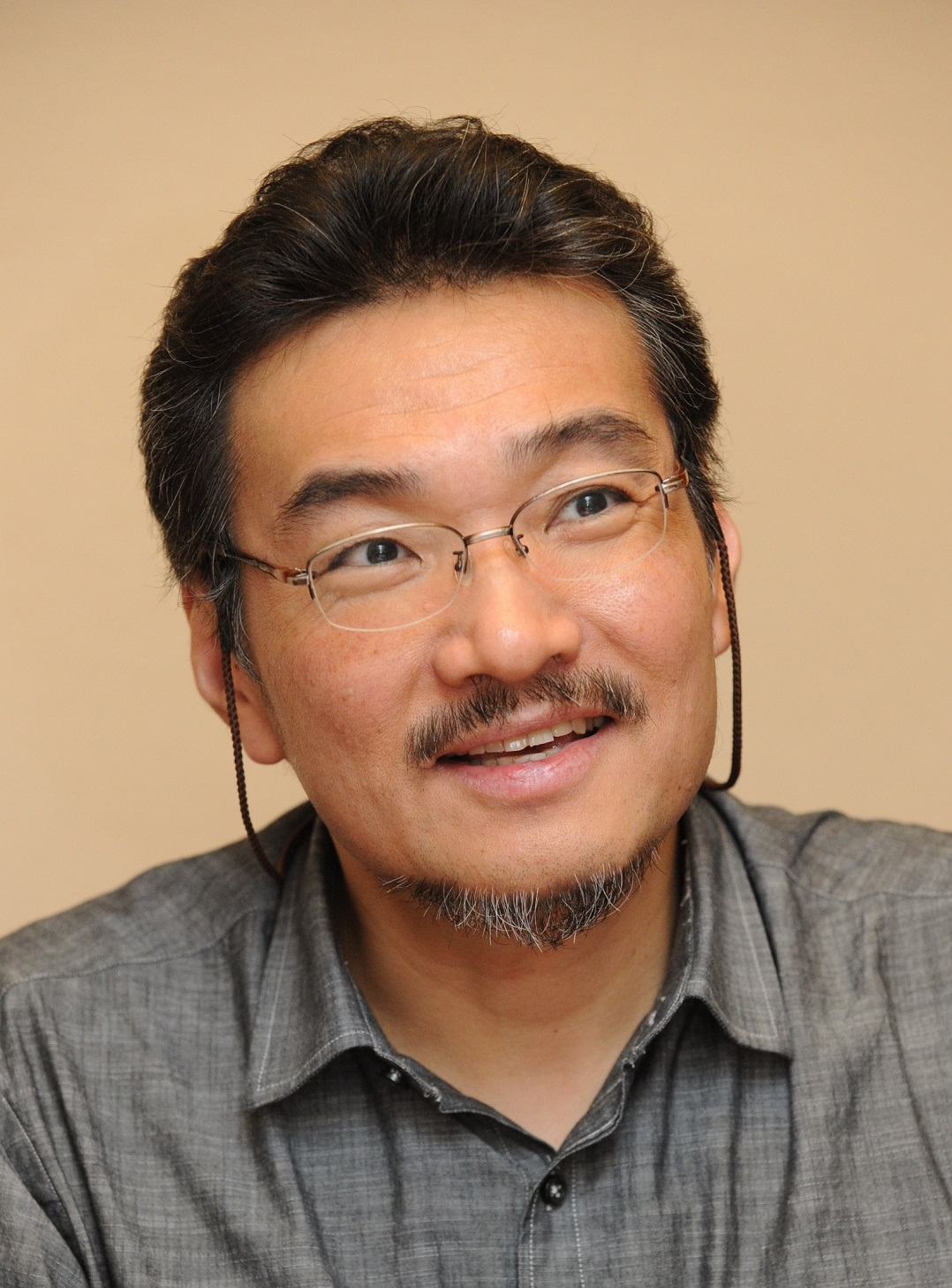
Masashi Yanagisawa (2019)

Masashi Yanagisawa (japanisch 柳沢正史, Yanagisawa Masashi; * 25. Mai 1960 in Tokio) ist ein japanisch-amerikanischer Schlafforscher (Molekularbiologie und Neurophysiologie) an der Universität Tsukuba und dort Direktor des Internationalen Instituts für integrative Schlafmedizin.

## Leben und Wirken
Yanagisawa erwarb an der Universität Tsukuba 1985 einen M.D. und 1988 einen Ph.D., bevor er 1989 an dieser Universität auch eine erste Professur für Pharmakologie erhielt. 1991 wechselte er als Professor für Molekulargenetik an das University of Texas Southwestern Medical Center (UTSW) in Dallas, Texas. Von 2001 bis 2007 leitete er das Yanagisawa Orphan Receptor Project (JST/ERATO). Seit 2010 ist Yanagisawa wieder an der Universität Tsukuba, hat aber am UTSW noch eine Gastprofessur inne (Adjunct Professor). Von 1991 bis 2014 forschte Yanagisawa zusätzlich für das Howard Hughes Medical Institute (HHMI).
Yanagisawa konnte wesentlich zur Aufklärung verschiedener grundlegender Prozesse der Körperregulationen beitragen. Er entdeckte den starken Vasokonstriktor Endothelin (1988), Endothelin-Rezeptoren, das Endothelin-konvertierende Enzym und während der systematischen Suche nach Liganden „verwaister“ G-Protein-gekoppelter Rezeptoren das Orexin (2002). Orexin spielt eine wichtige Rolle in der Regulation des Schlafverhaltens. Yanagisawas Entdeckung, dass der durch eine Autoimmunerkrankung verursachte Verlust einer kleinen Population von Neuronen, die Orexin produzieren, zum Krankheitsbild der Narkolepsie führt, bahnte neuen Therapien dieser seltenen Störung den Weg.
Laut Google Scholar hat Yanagisawa einen h-Index von 149, laut Datenbank Scopus einen von 132 (jeweils Stand Juli 2025).

## Auszeichnungen (Auswahl)
- 1997 Pasarow Award für Herz-Kreislauf-Forschung[5]
- 1998 John J. Abel Award[6]
- 2003 Mitglied der National Academy of Sciences[7]
- 2016 Ehrenmedaille am purpurnen Band
- 2017 Asahi-Preis[8]
- 2018 Keio Medical Science Prize[1][9]
- 2019 Person mit besonderen kulturellen Verdiensten[10]
- 2022 Ehrendoktorat der Universität Bern[11]
- 2023 Breakthrough Prize in Life Sciences[12][13]